# Велика Амзя
Велика Амзя́ (рос. Большая Амзя, башк. Оло Әмзә) — присілок у складі Краснокамського району Башкортостану, Росія. Входить до складу Роздольєвської сільської ради.
Населення — 141 особа (2010; 122 у 2002).
Національний склад:
- марійці — 95 %